# Nora Illi
Nora Illi (geboren am 3. April 1984 in Uster, Kanton Zürich; gestorben am 23. März 2020 in Bremgarten bei Bern) war eine zum Islam konvertierte Schweizerin; als Vorstandsmitglied im Islamischen Zentralrat Schweiz sorgte sie mit ihren Ansichten zeitweilig in der Öffentlichkeit für heftige Diskussionen.

## Leben
Illi wurde in Uster als Tochter eines deutschen Psychotherapeuten und einer Schweizer Sozialpädagogin geboren. Die Eltern liessen sich scheiden. Illi brach das Gymnasium ab und absolvierte eine Ausbildung zur Polygrafin.
Sie liess sich auf eigenen Wunsch katholisch taufen. Als Jugendliche war sie in der Punkszene aktiv und konvertierte im Alter von 18 Jahren zum sunnitischen Islam. In der Öffentlichkeit trug sie den Gesichtsschleier Niqab. Sie leitete das „Departement für Frauenangelegenheiten“ beim Islamischen Zentralrat Schweiz (IZRS). In dieser Funktion trat sie auch in Fernsehsendungen auf. So sorgte ein Auftritt in der Talksendung Anne Will im Herbst 2016 für Kontroversen sowie Diskussionen darüber, ob und wie radikale Meinungen in Talkshows vertreten sein sollten.
Nora Illi war mit dem ebenfalls im IZRS tätigen Islamisten Qaasim Illi verheiratet und hatte sechs Kinder.
Am 23. März 2020 verstarb sie infolge einer langjährigen Erkrankung an Brustkrebs im Alter von 35 Jahren.

## Positionen
Illi befürwortete die Polygynie, die Mehrehe, in der ein Mann mehrere Ehefrauen haben darf. Die allgemeine Vielehe, die für beide Geschlechter gelten kann, lehnte sie ab. Im November 2016 kam es in der Talkshow Anne Will zu einem Eklat, als Zitate von ihr gezeigt wurden, die als Kriegspropaganda für die Terrormiliz Islamischer Staat gedeutet wurden. Illi erhielt daraufhin mehrere Strafanzeigen; die Staatsanwaltschaft Hamburg stellte im Februar 2017 sämtliche Vorermittlungsverfahren ein.